# Jasper Johns: Ideas in Paint
Jasper Johns: Ideas in Paint è un è un episodio della serie televisiva American Masters andato in onda nel 1989, diretto da Rick Tejada-Flores e basato sulla vita del pittore statunitense Jasper Johns.